# Spirinia sabulicola
Spirinia sabulicola är en rundmaskart som först beskrevs av Nikolai Nikolaievich Filipjev 1918.  Spirinia sabulicola ingår i släktet Spirinia och familjen Desmodoridae. Inga underarter finns listade i Catalogue of Life.